# 2005年日本
2005年的日本

## 國家領導人
- 天皇： 明仁
- 内閣總理大臣：小泉純一郎（自由民主黨）

## 逝世
- 1月9日：橋本浩二，68歲，電影導演
- 1月31日：Yutsuko Chūsonji，42歲，漫畫家，死於結直腸癌
- 2月19日：岡本喜八，81歲，電影導演，死於食道癌
- 2月19日：Hiroyuki Nasu，53歲，電影導演
- 3月5日：和田崇，动画制作者
- 3月6日：栗原贞子，92岁，诗人
- 3月10日：星路易斯，57岁，相声演员
- 3月22日：丹下健三，91岁，建筑家
- 4月8日：野村芳太郎，85歲，電影導演，《砂器》导演
- 5月26日：林由美香，AV女優、粉紅色電影演員[1]
- 6月10日：永岛慎二，67岁，漫画家[2]
- 9月19日：后藤田正晴，91岁，前日本官房长官[3]
- 11月6日：本田美奈子，38岁，歌手[4]
- 11月24日：森田則之，72歲，演員，曾飾演美國電影《小子難纏》。